# Daniel Boone
Daniel Boone (Birdsboro, Condado de Berks, Pensilvânia, 2 de novembro de 1734 - Defiance, Condado de Saint Charles, Missouri, 26 de setembro de 1820) foi um pioneiro da colonização dos Estados Unidos. Caçador, explorou as florestas ocupadas por nativos indígenas. 

## Realizações
Daniel Boone é mais famoso pela sua exploração e assentamentos de povoados, hoje, no atual estado de Kentucky, do que era nas fronteiras ocidentais das Treze Colônias. Boone abriu caminho através das margens do rio Cumberland até o Kentucky, apesar da resistência dos índios americanos, para os quais o Kentucky era local de caça tradicional, em 1775. Lá ele fundou a colônia de Boonesborough, um dos primeiros assentamentos de língua inglesa na região a Oeste das Montanhas Apalaches. Antes do final do século XVIII, mais de 200 000 americanos migraram para o Kentucky, seguindo o percurso marcado por Daniel Boone, denominado Wilderness Trail.
Boone foi um oficial militar durante a Guerra Revolucionária Americana (1775-1783), lutou em Kentucky,  principalmente entre colonos britânicos e índios americanos aliados. Boone foi capturado por índios Shawnees em 1778 e aprovado para ingressar na tribo, mas escapou e continuou a ajudar a defender as colônias. Durante a guerra foi eleito para o primeiro dos seus três mandatos na Assembleia Geral da Virgínia, onde lutou na batalha de Blue Licks, em 1782, uma das últimas da Revolução Americana, logo depois da principal batalha ter acabado em outubro de 1781. Boone trabalhou como comerciante e como inspetor após a guerra, mas se afundou em dívidas atuando como especulador de terras no Kentucky. Frustrado com problemas jurídicos resultantes de sua reivindicação de terras, em 1799 Boone reinstalou-se no Missouri, onde passou seus últimos anos.
Boone continua a ser um ícone na história americana, embora lembrado com muitas imprecisões históricas. Era uma lenda em sua própria vida, especialmente depois de uma de suas aventuras ter sido publicada em 1784 em forma de conto, tornando-o famoso na América do Norte e na Europa. Após a sua morte, foi muitas vezes objeto de tais contos e obras de ficção. Suas aventuras reais e lendárias criaram o arquétipo do herói do oeste americano folclórico. Na cultura popular americana, ele é lembrado como um dos primeiros desbravadores de fronteiras, apesar de muitas vezes a mitologia eclipsar os detalhes verdadeiros de sua vida. 

## Galeria

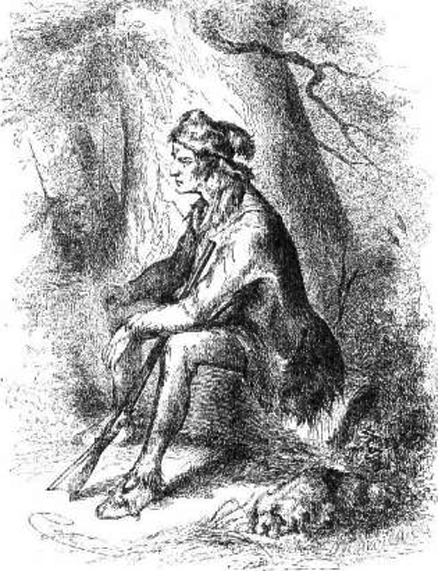
Ilustração do livro "Daniel Boone and the Hunters of Kentucky" de W. H. Bogart.
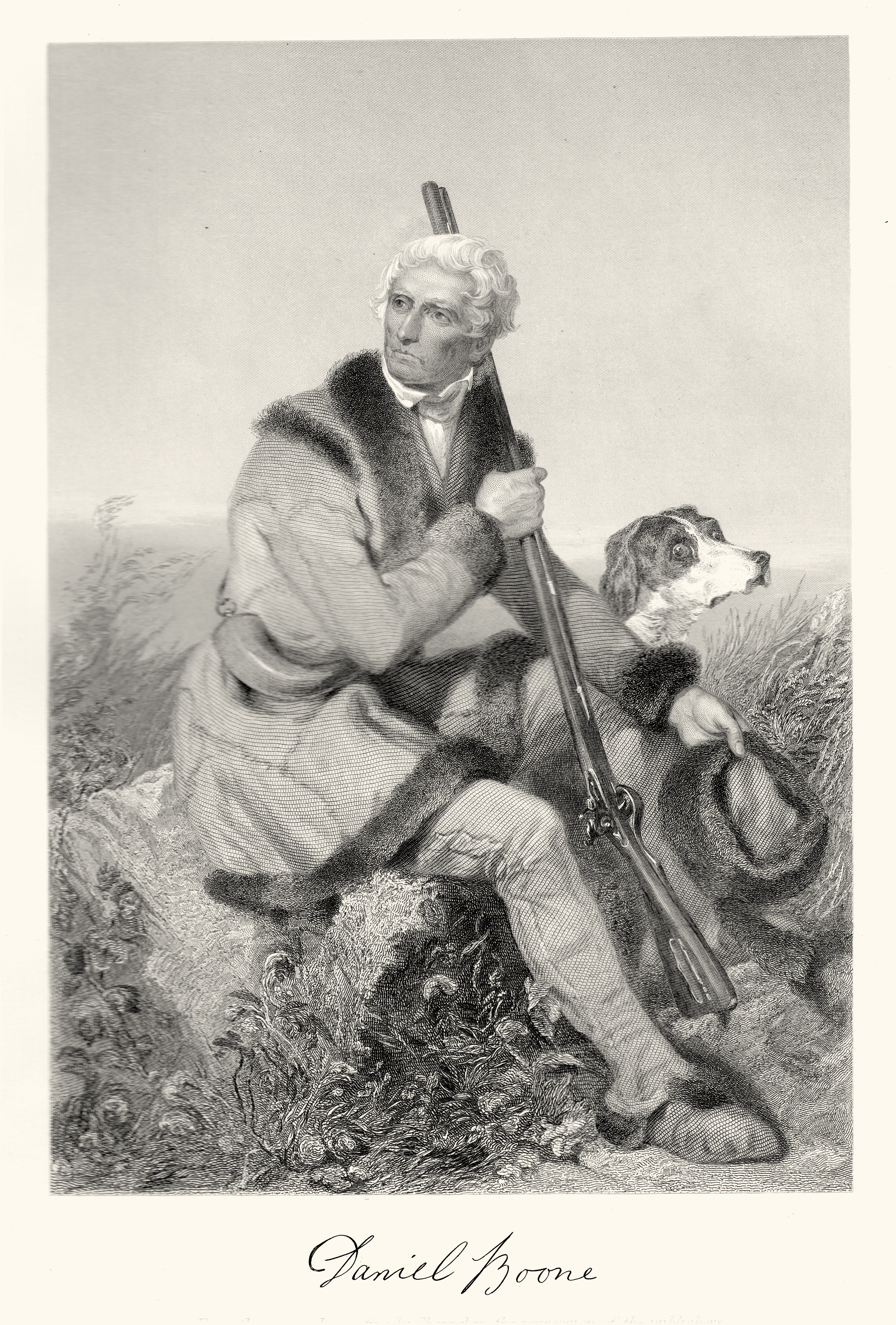
Retrato de Daniel Boone, por Alonzo Chappel.
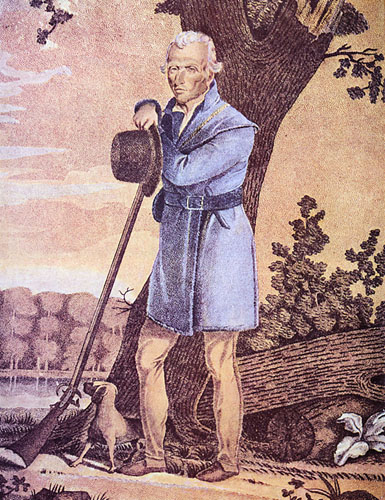
Retrato de Daniel Boone, por Chester Harding.

## Na cultura popular
Baseado em sua história existiu um seriado de TV da NBC, com Fess Parker no principal papel. A série no entanto, não descreve o verdadeiro Boone, que não era um homem grande e não usava um boné de pele de guaxinim. Ele foi retratado dessa forma porque Fess Parker, o ator alto que o interpretou, estava essencialmente reprisando seu papel de Davy Crockett em uma série de TV anterior. O fato de Boone ser retratado da mesma forma que Crockett, outro homem da fronteira americano com uma personalidade muito diferente, foi outro exemplo de como a imagem de Boone foi remodelada para se adequar ao gosto popular.